# Лидингьо (община)
Община Лидингьо (на шведски: Lidingö kommun) е разположена в лен Стокхолм, централна Швеция с обща площ 31 km2 и население 45 178 души (към 31 декември 2013). Административен център на община Лидингьо е едноименния град Лидингьо.